# Sân vận động Quốc gia (Cao Hùng)
Sân vận động Quốc gia (tiếng Trung: 國家體育場; Hán-Việt: Quốc gia Thể dục trường; bính âm: Guójiā Tǐyùchǎng; cũng được gọi là 龍騰體育場 - Long Đằng Thể dục trường), trước đây được gọi là Sân vận động World Games, là một sân vận động đa năng ở Tả Doanh, Cao Hùng, Đài Loan. Sân hiện là sân vận động lớn nhất và tốt nhất ở Đài Loan về sức chứa.
Được hoàn thành vào năm 2009, sân được sử dụng chủ yếu cho các trận đấu bóng đá và là nơi tổ chức các sự kiện chính của Đại hội Thể thao Thế giới 2009. Sân vận động có sức chứa 55.000 người. Kể từ khi đại hội kết thúc, sân vận động đã được sử dụng cho một số trận đấu của đội tuyển bóng đá quốc gia Đài Loan.
Sân vận động, được thiết kế bởi kiến trúc sư người Nhật Ito Toyo, sử dụng năng lượng mặt trời để cung cấp nhu cầu điện năng. Sân vận động có hình bán xoắn ốc, giống như một con rồng, là sân vận động đầu tiên trên thế giới cung cấp điện bằng công nghệ năng lượng mặt trời. Các tấm pin mặt trời bao phủ mặt ngoài rộng lớn của sân vận động có thể tạo ra hầu hết năng lượng cần thiết cho hoạt động của chính nó, cũng như năng lượng bổ sung có thể được tiết kiệm.

## Vận chuyển
Có thể đến sân vận động trong khoảng cách đi bộ về phía Tây từ Ga World Games của Tàu điện ngầm Cao Hùng.

## Sự kiện

### Buổi hòa nhạc
| Ngày                                         | Người biểu diễn  | Chuyến lưu diễn/Sự kiện         | Khán giả |
| -------------------------------------------- | ---------------- | ------------------------------- | -------- |
| 5 tháng 12 năm 2009                          | Ngũ Nguyệt Thiên | DNA World Tour                  | 55.555   |
| 30 tháng 1 năm 2010                          | Rain             | The Legend of Rainism Asia Tour | 30.000   |
| 8, 9 tháng 12 năm 2012                       | Trương Huệ Muội  | AmeiZing World Tour Live        | 100.000  |
| 21, 22, 30, 31 tháng 12 năm 2012             | Ngũ Nguyệt Thiên | Nowhere World Tour              | 200.000  |
| 31 tháng 12 năm 2013 & 1 tháng 1 năm 2014    | Ngũ Nguyệt Thiên | Just Rock It World Tour         | 100.000  |
| 31 tháng 12 năm 2013 & 2, 3 tháng 1 năm 2014 | Ngũ Nguyệt Thiên | Light Up The Hope               | 150.000  |
| 13, 14 tháng 8 năm 2016                      | Ngũ Nguyệt Thiên | Just Rock It World Tour         | 110.000  |
| 18, 19, 20, 21 tháng 3 năm 2017              | Ngũ Nguyệt Thiên | Life Tour                       | 200.000  |
| 1 tháng 3 năm 2019                           | Maroon 5         | Red Pill Blues Tour             | 47.669   |
| 18 và 19 tháng 3 năm 2023                    | Blackpink        | Born Pink World Tour            | 101.096  |

## Hình ảnh

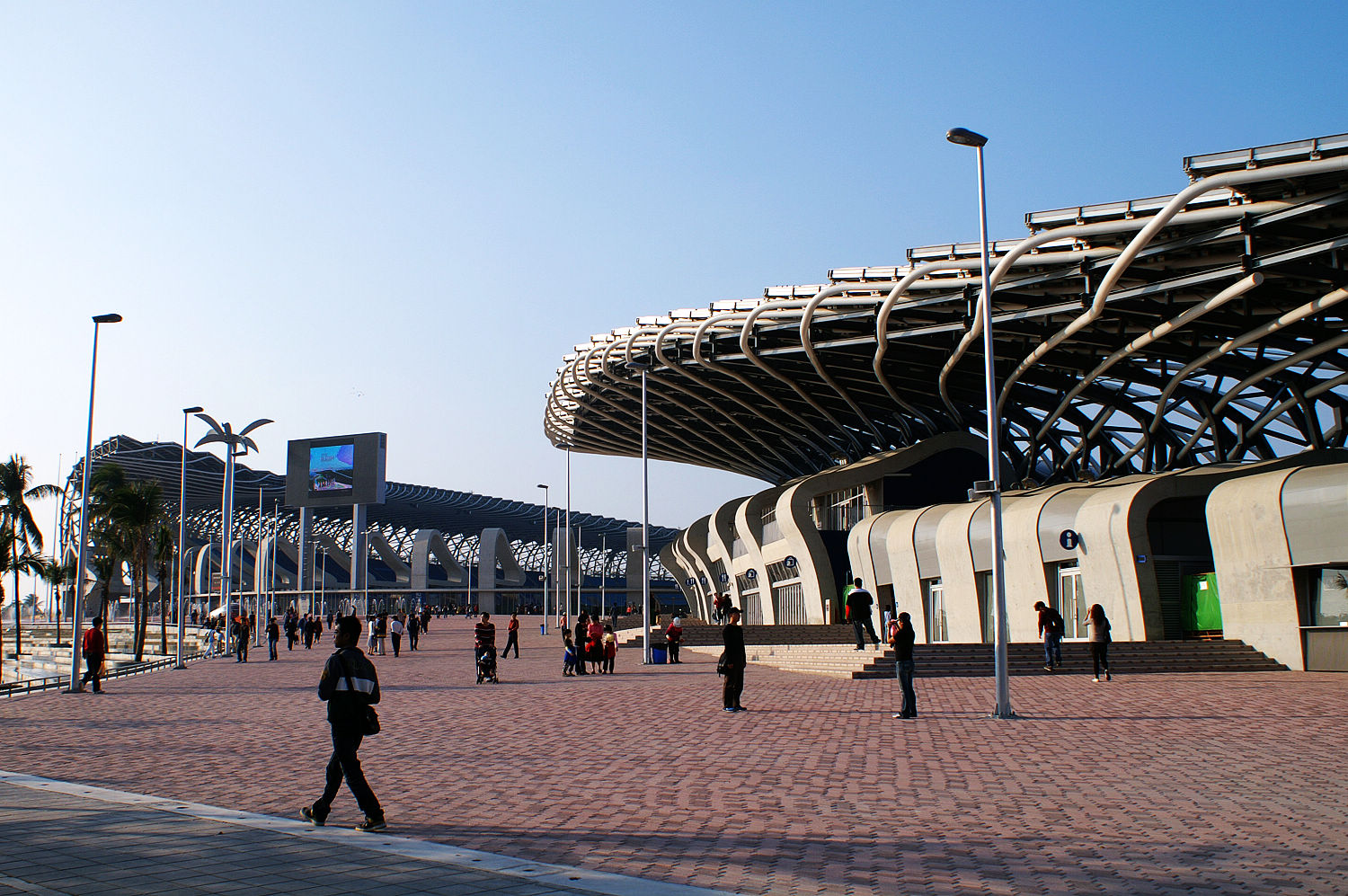
Quảng trường sân vận động
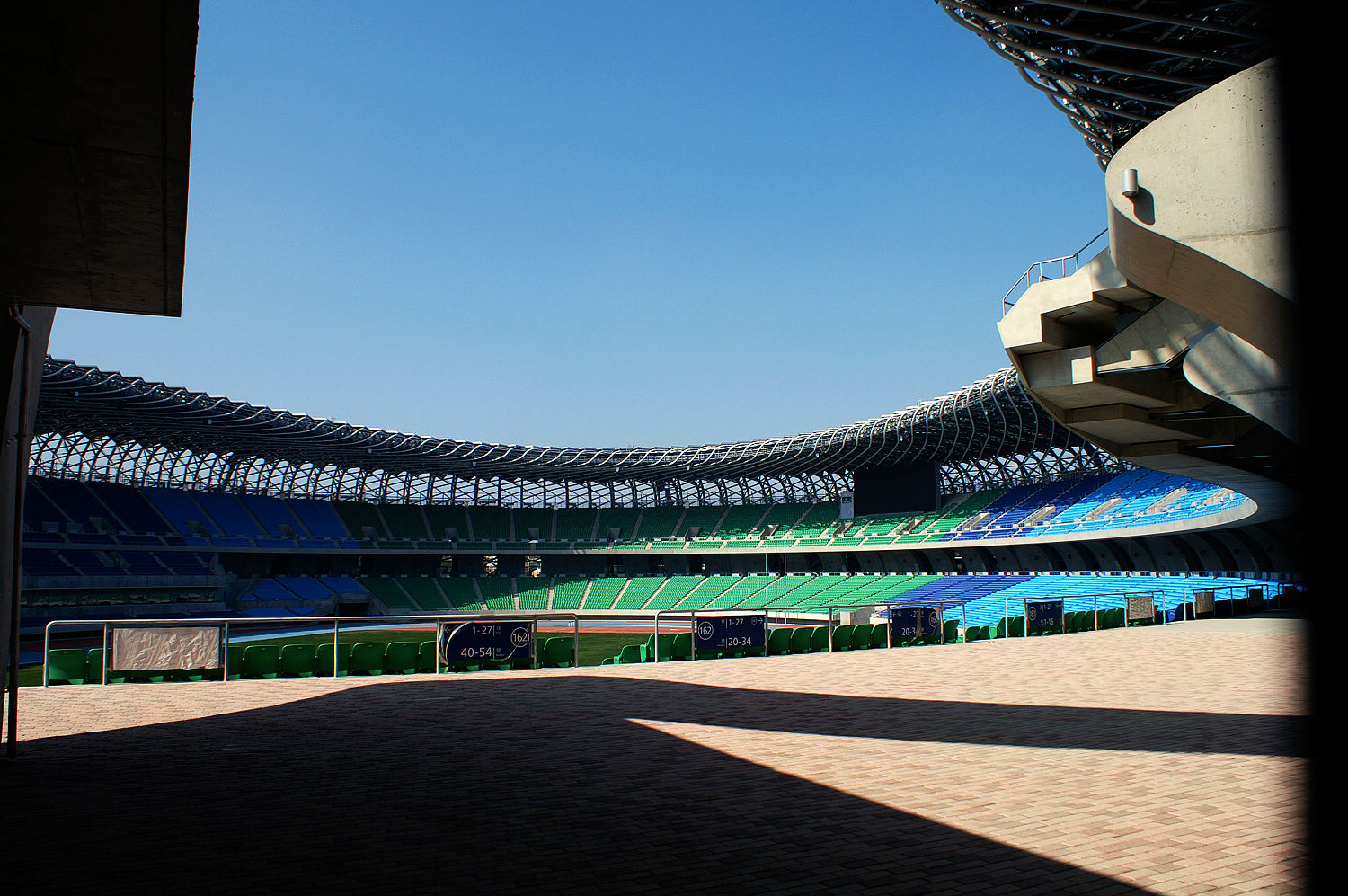
Khán phòng
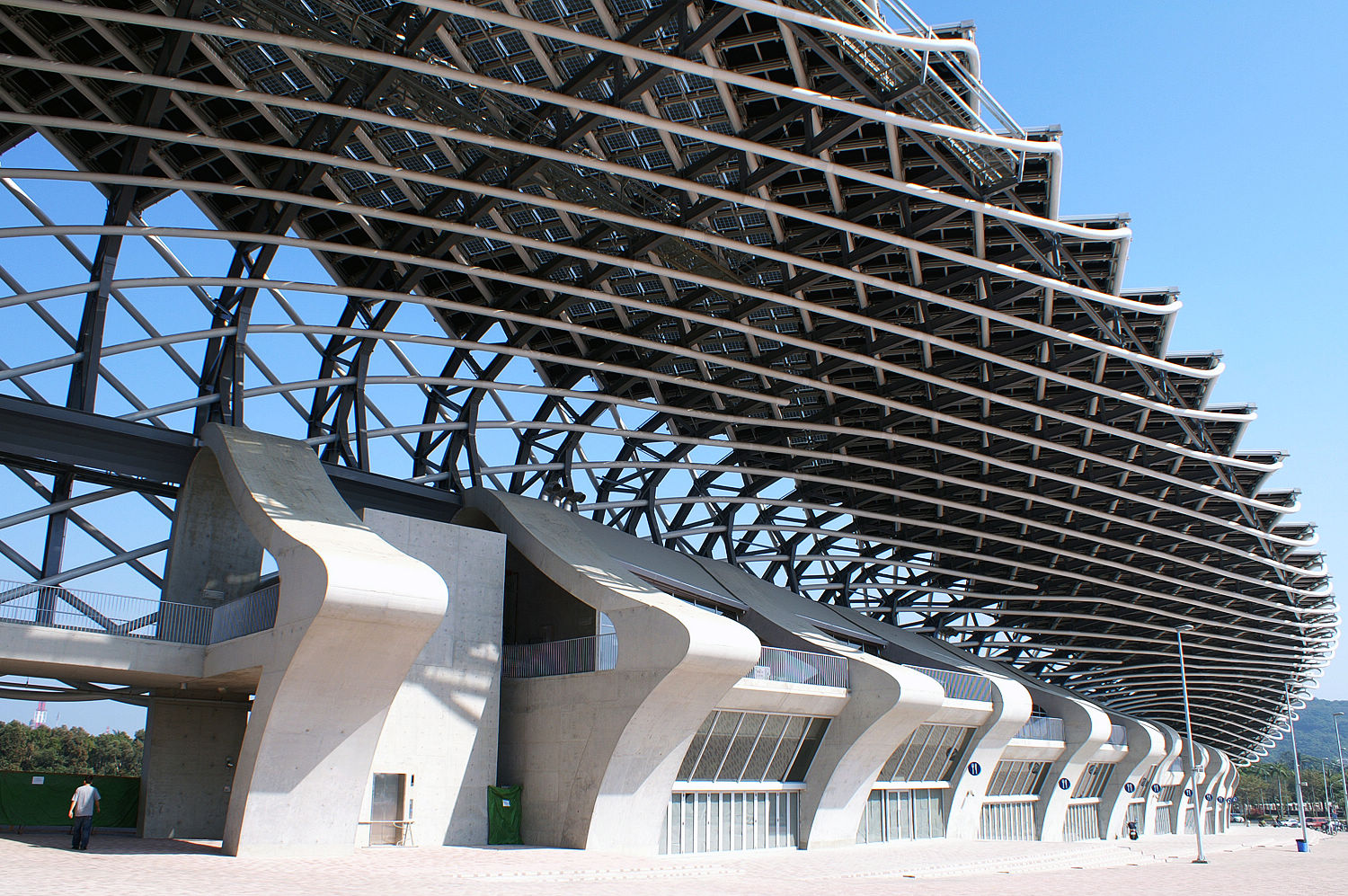
Mái che
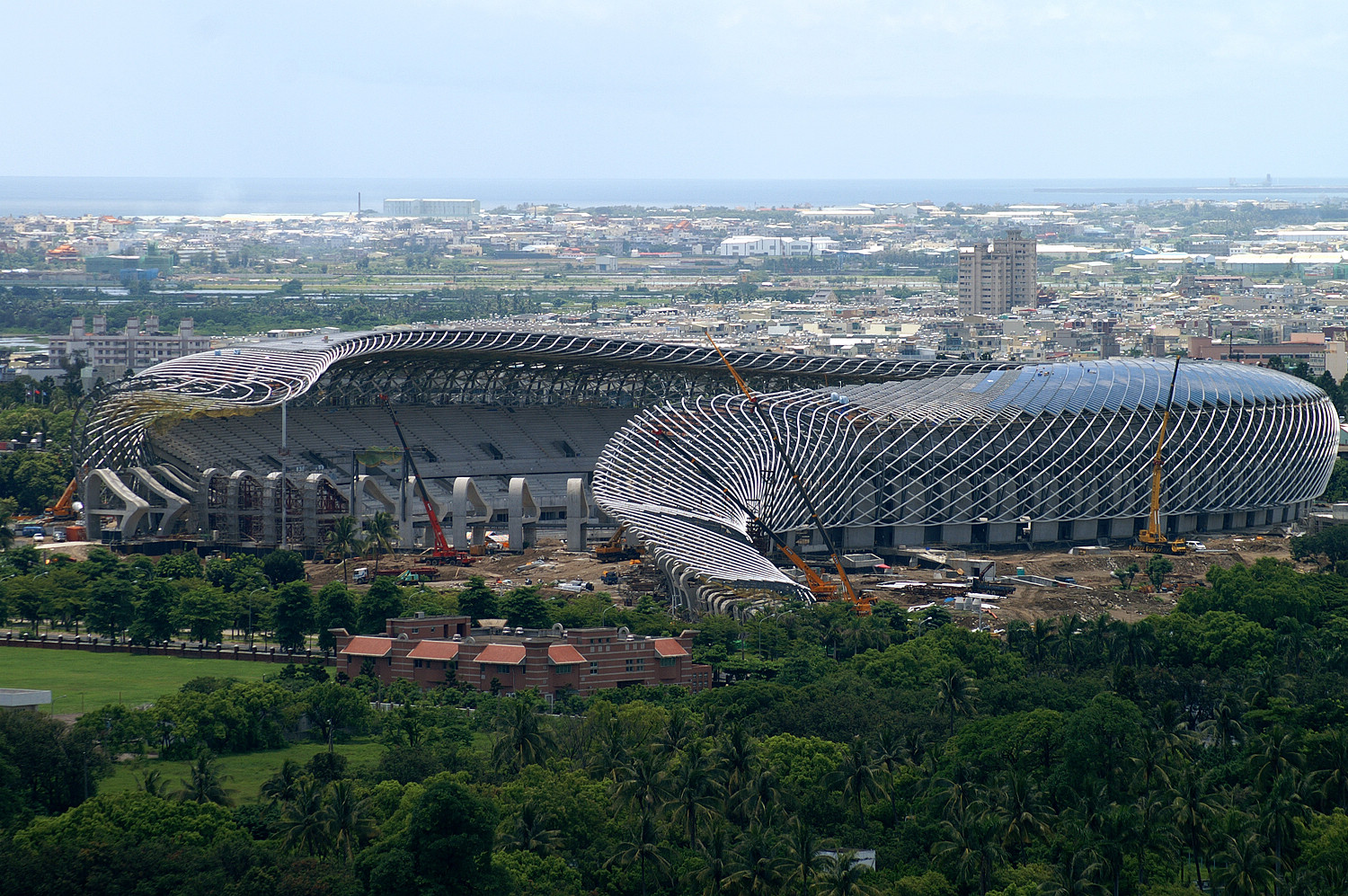
Sân vận động Quốc gia đang được xây dựng, chụp vào ngày 15 tháng 7 năm 2008
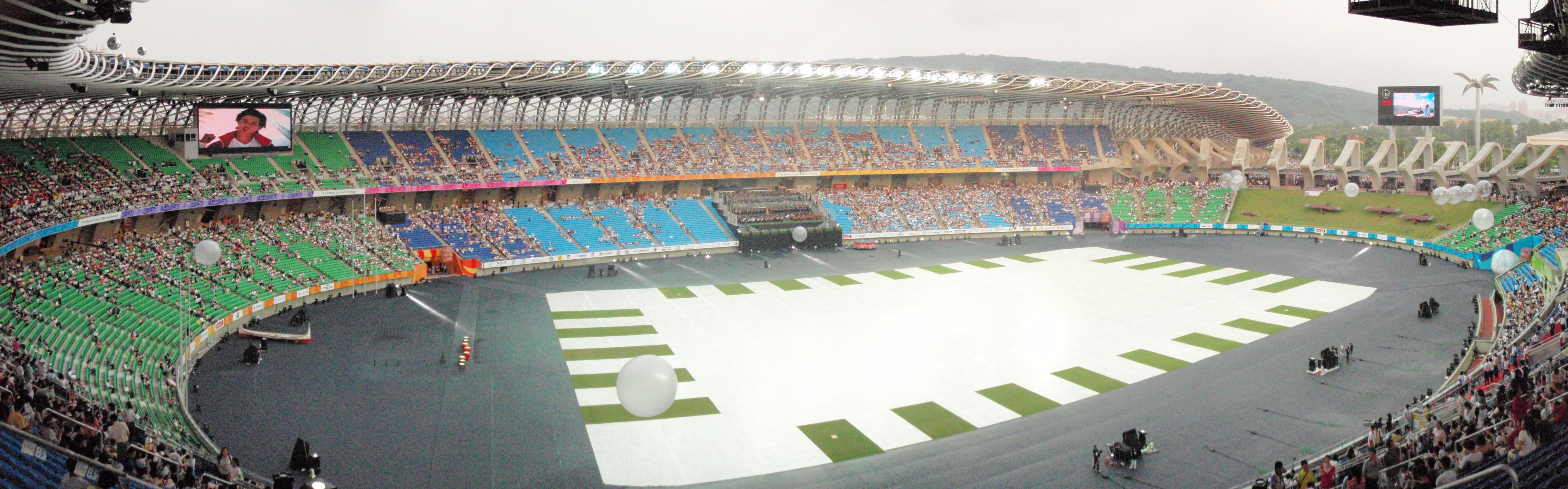
Trong thời gian diẽn ra Đại hội Thể thao Thế giới 2009
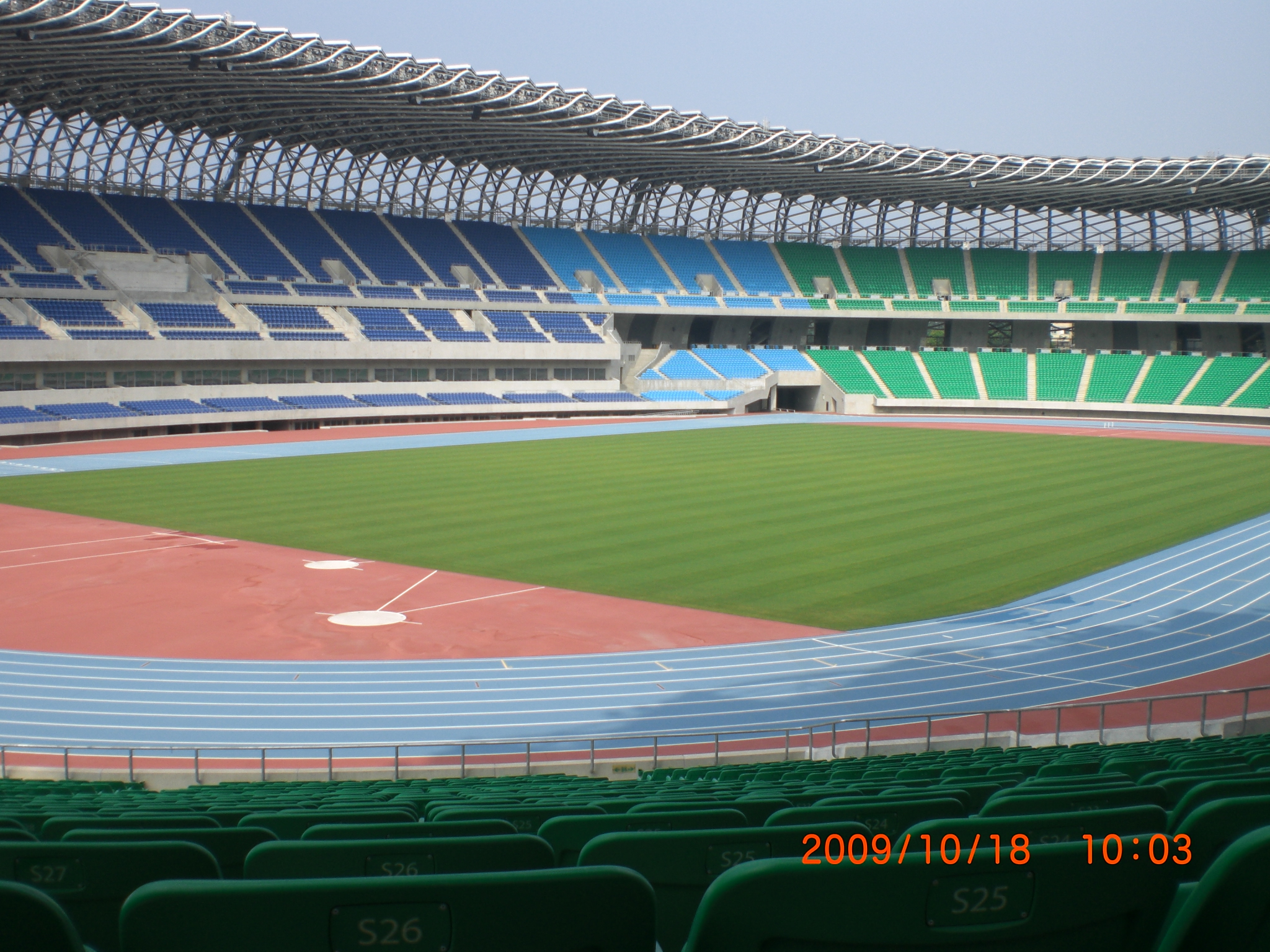
Sau lễ bế mạc Đại hội Thể thao Thế giới 2009
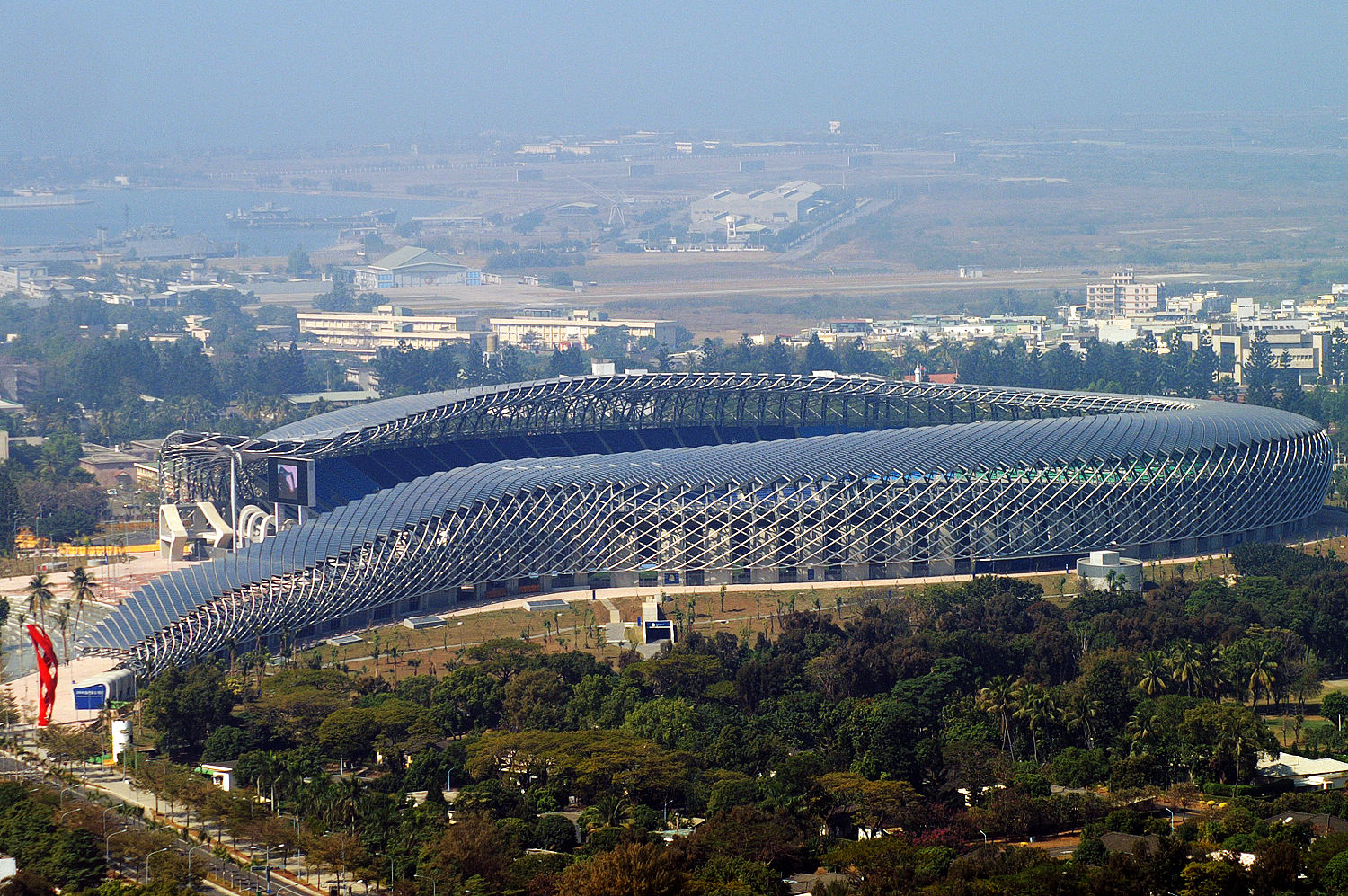
Sân vận động Quốc gia